# Права человека в Государстве Палестина
По данным The Economist Democracy Index, состояние прав человека на Западном Берегу и в секторе Газа характеризует Государство Палестина как авторитарный режим.

## Статус свободы, политические права и гражданские свободы

### Рейтинги прав и свобод
| Страна                | Номер (в рейтинге) | Индекс | Категория Полная демократия (1-22), Несовершенная демократия (23-76), Гибридный режим (77-113), Авторитарный режим (113—167) |
| --------------------- | ------------------ | ------ | --- |
| Государство Палестина | 117                | 3.89   | Авторитарный режим |
| Сирия                 | 164                | 1.43   | Авторитарный режим |
| Иордания              | 114                | 3.93   | Авторитарный режим |
| Египет                | 137                | 3.06   | Авторитарный режим |
| Израиль               | 28                 | 7.86   | Несовершенная демократия |

В рейтинге Economist Intelligence Unit (Индекс демократии) самый высокий индекс отражает большую долю демократии. В рейтинге приняли участие 167 стран, хуже всех оказалась Северная Корея (индекс 1,08), а лучше всех — Норвегия (индекс 9,87). В ежегодном обзоре политических прав и гражданских свобод Freedom House «Свобода в мире 2001—2002» сообщается, что уровень гражданских свобод снизился «из-за расстрела палестинских гражданских лиц палестинскими сотрудниками службы безопасности; суммарных судебных процессов и казней предполагаемых коллаборационистов со стороны Палестинской администрации (ПА); внесудебные казни подозреваемых в коллаборационизме со стороны ополченцев; и очевидное официальное поощрение палестинской молодежи противостоять израильским солдатам, тем самым подвергая их прямой опасности». Палестинская группа по мониторингу прав человека сообщает, что «ежедневные разногласия и столкновения между различными политическими фракциями, семьями и городами рисуют полную картину палестинского общества. Эти разногласия в ходе интифады Аль-Акса также привели к всё более жестокой „интрафаде“».

## Индивидуальные свободы и права

### Свобода слова
Палестинская автономия гарантировала свободу собраний палестинскому населению, и это предусмотрено её законодательством. Тем не менее, право на демонстрации противников режима ПА или политики ПА всё чаще подвергается полицейскому контролю и ограничениям и является источником беспокойства для правозащитных групп.

### Свобода прессы
По состоянию на 2006 год шестнадцать палестинских журналистов были убиты или ранены силами безопасности ПА или вооруженными группировками.

### Свобода объединения
В 2000 году был принят первый палестинский закон о труде. Однако, по мнению Центра демократии и прав трудящихся (DWRC), окончательному проекту не хватило четкости. В конце 2005 года, работая с экспертами по правовым вопросам Палестинской администрации, DWRC успешно добился принятия Законодательным советом Палестины альтернативного палестинского закона о труде.

### Свобода собственности
В Палестинской национальной администрации продажа земли евреям является преступлением, караемым смертью.